# 秘鲁世界遗产名录

根据联合国教科文组织1972年制订的《保护世界文化和自然遗产公约》，世界遗产是指对全人类有重要文化或自然价值的遗产项目。秘鲁1982年2月24日加入公约，该国自然和文化遗迹因此有资格列入《世界遗产名录》。
秘鲁到2021年共有13处世界遗产，其中文化遗产九处，自然遗产两处，同时满足文化和自然遗产标准的复合遗产两处。该国在1983年意大利佛罗伦萨举办的第七届世界遺產委員會上入选首批遗产，分别是科斯科古城和马丘比丘古神庙。1986年入选的昌昌城考古地区马上列入《濒危世界遗产名录》，当地土坯建筑极易受暴雨和侵蚀破坏。印加路网是跨国遗产项目，与阿根廷、玻利維亞、智利、哥伦比亚、厄瓜多尔共享。此外，秘鲁还有24项遗产入选预备名单。

## 世界遗产
8项文化遗产，2项自然遗产，2项双重遗产（其中1项与阿根廷、玻利维亚、智利、哥伦比亚、厄瓜多尔共有）。
- 库斯科古城（文，1983年）
- 马丘比丘古神庙（自文，1983年）
- 夏文考古遗址（文，1985年）
- 瓦斯卡兰国家公园（自，1985年）
- 昌昌考古区（文，1986年）
- 马努国家公园（自，1987年）
- 利马历史中心（文，1988年，1991年）
- 阿比塞奥河国家公园（自文，1990年，1992年）
- 纳斯卡和朱马纳草原的线条图（文，1994年）
- 阿雷基帕城历史中心（文，2000年）
- 卡拉尔-苏佩圣城（文，2009年）
- 印加路网（文，2014年）（与阿根廷、玻利维亚、智利、哥伦比亚、厄瓜多尔共有）